# 成都农村商业银行
成都农村商业银行股份有限公司（英語：Chengdu Rural Commercial Bank Co.,Ltd.，CDRCB），简称成都农商银行，是中华人民共和国的一家股份制农村商业银行。内设20个职能部门，有647个网点。除了成都全市各区县，在省内达州、眉山、遂宁、资阳、广安、宜宾设有分行。

## 历史
1996年10月, 成都市内农村信用社与农行成都分行脱离隶属关系。
1999年6月，按省市两级政府请求，接收了地方自办的“农村合作基金会”。
2002年7月8日，由区县一级农信联社入股组成的成都市农村信用合作社联合社成立。
2009年12月21日，经中国银行业监督管理委员会批准成都市农信联社改制为成都农村商业银行，
2010年1月15日，成都农村商业银行挂牌开业。初期由成都市属五家国企共持有30%股权。
2011年12月   成都农商银行引入战略投资者安邦保险集团，完成增资扩股，注册资本增至100亿元，后期，安邦保险以“蛇吞象”形式取得成都农商行控股权。但这个增资及控股权改变后来引发了较大争议。
2018年2月，“安邦系”被依法接管之后，来自银监、保监等部门机构的人员组成风险监测组，进驻成都农商行调查，履行参与该行重大决策等工作职责。
2020年3月11日，成都兴城集团以156億元人民幣，收購從已結業的安邦保險集團所持有35%股份的成都農商銀行，加上成都市属其他国企所收购的本行股权，本行变回成都市属国有农商行。